# التكتل الديمقراطي من أجل العمل والحريات
التكتل الديمقراطي من أجل العمل والحريات، هو حزب سياسي تونسي، تأسس في 9 أفريل/نيسان 1994، وحصل على تأشيرة العمل القانوني يوم 25 أكتوبر/تشرين الأول 2002، وكان بذلك أول حزب يحصل على التأشيرة منذ سنة 1988. وهو يصدر منذ جانفي / كانون الثاني 2007 صحيفة أسبوعية تحمل عنوان مواطنون.

## علاقات
- يعتبر التكتل أحد مكونات هيئة 18 أكتوبر للحقوق والحريات. ويصدر بين الفينة والأخرى مواقف مشتركة مع بعض الأحزاب القانونية وخاصة منها الحزب الديمقراطي التقدمي والأحزاب غير القانونية ومن بينها حزب العمال الشيوعي التونسي.
- يحظى التكتل بعضوية الاشتراكية الدولية إلى جانب عدد من الأحزاب التونسية الأخرى ومن بينها التجمع الدستوري الديمقراطي الحاكم سابقا والمنحل بعد ثورة الكرامة.

## المؤتمرات

### المؤتمر الأول
عقد التكتل أول مؤتمر له بتونس العاصمة يومي 30 و31 ماي 2009، وقد أسفر عن انتخاب مصطفى بن جعفر أمينا عاما للحزب إلى جانب انتخاب بقية هياكل الحزب.

### المؤتمر الثاني
عقد المؤتمر الثاني في تونس العاصمة أيام 5 و 6 و 7 يوليو 2013، و قد تم إستدعاء عدة ممثلين عن أحزاب سياسية دولية ووطنية وأغلبها ذات إتجاه اشتراكي وقد قاموا بإلقاء كلمات متتابعة وهم:
| - فيليب كوردري : الحزب الاشتراكي الفرنسي. - عثمان تانور ديينغ : الحزب الاشتراكي السنغالي. - إدريس لشكر : حزب الاتحاد الاشتراكي للقوات الشعبية. - عبد الله عبد الله : حركة فتح الفلسطينية. | - توماس فوبيل : الحزب الديمقراطي الاجتماعي الألماني. - راشد الغنوشي : حركة النهضة. - أحمد المستيري. - سهام بن سدرين. |

## هياكل الحزب
أخر تحديث يوم 19 يوليو 2013 بعد عملية الانتخاب في المؤتمر الثاني

تتكون الهيئة القيادية للتكتل من :
- الأمانة العامة ويتولاها مصطفى بن جعفر.
- مجلس وطني يضم 158 عضوا تم انتخابهم خلال المؤتمر (أنظر القائمة هنا).
  - رئيس المجلس الوطني: وهبي جمعة
  - نائبة رئيس المجلس الوطني: ثريا همامي بكري
- مكتب السياسي يتكون من 39 عضوا (أنظر القائمة هنا).

| - - لبنى الجريبي - خيام التركي - هالة علولو - إلياس فخفاخ - رضا الناجي - معز بن ضياء - سلمى الزنايدي - العربي عيبد - دنيا بن عصمان - حمدي بالربيحة - سامي رزق الله - ام الزين خليفة - سميرة بن منصور - وفاء مدر - سهام مسعدي | - - جمال الدين العامري - مامية البنا - عربية القوسري - صلاح مشارق - محمد مساعد - مهدي بن عبد الله - الهاشمي اليرماني - نجاة العماري - حبيب الحامدي - جمال طوير - هشام عبد الهادي - ماهر فرحات - حبيب الهرقام - وهبي جمعة | - - سيف الإسلام الفجاري - مصطفى بن جعفر - المولدي الرياحي - خليل الزاوية - عبد اللطيف عبيد - منذر بالرحال - إبراهيم بالربيخة - جلال بوزيد - سعيد المشيشي - محمد بنور |

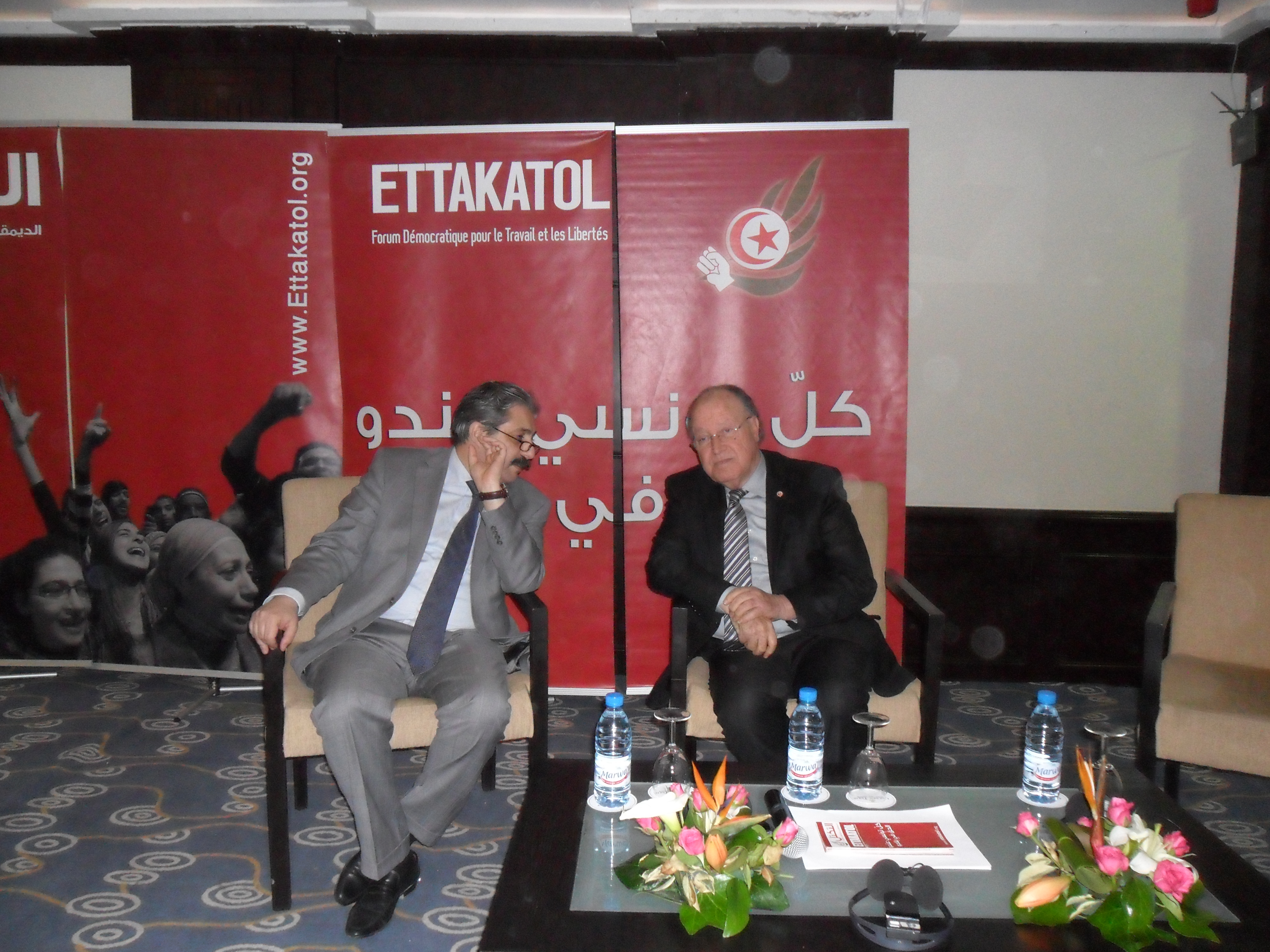
قياديي الحزب الأمين العام مصطفى بن جعفر مع الوزير السابق خليل الزاوية

- مكتب تنفيذي: يضم 13 عضوا تم انتخابهم من طرف المكتب السياسي، وهم:

(قائمة أعضاء المكتب التنفيذي ال13)
- - مصطفى بن جعفر : أمين عام
  - وهبي جمعة : رئيس المجلس الوطني
  - سيف الإسلام الفجاري : كاتب عام منظّمة الشباب الاشتراكي الديمقراطي
  - خيام التركي : أمين عام مساعد
  - محمد بنور : الناطق الرّسمي
  - هالة علولو : أمينة المال
  - خليل الزاوية : عضو المكتب التّنفيذي المكلّف بالانتخابات
  - المولدي الرياحي: عضو المكتب التّنفيذي المكلّف بالهيكلة والتنظيم
  - لبنى الجريبي : عضو المكتب التّنفيذي المكلّف بالعلاقات الخارجية
  - إلياس فخفاخ : عضو المكتب التّنفيذي المكلّف بالعلاقات مع الأحزاب والمنظمات الوطنية
  - سامي رزق الله : عضو المكتب التّنفيذي المكلّف بالإعلام والاتصال
  - سعيد المشيشي : عضو المكتب التّنفيذي العمل الميداني
  - جلال بوزيد : عضو المكتب التّنفيذي المكلّف بالتكوين

## الأداء الانتخابي
| تاريخ الانتخابات       | عدد الأصوات            | نسبة الأصوات           | عدد المقاعد            | النتيجة                      |
| المجلس الوطني التأسيسي | المجلس الوطني التأسيسي | المجلس الوطني التأسيسي | المجلس الوطني التأسيسي | المجلس الوطني التأسيسي       |
| ---------------------- | ---------------------- | ---------------------- | ---------------------- | ---------------------------- |
| 2011                   | 285,530                | 7.04%                  | 20 / 217               | ضمن الائتلاف الحاكم الترويكا |
| مجلس نواب الشعب        |                        |                        |                        |                              |
| 2014                   |                        | %                      | 0 / 217                |                              |

### انتخابات رئاسية
| تاريخ الانتخابات | مرشح الحزب    | الأصوات | الأصوات | الأصوات    |
| تاريخ الانتخابات | مرشح الحزب    | العدد   | %       | الترتيب    |
| ---------------- | ------------- | ------- | ------- | ---------- |
| 2014             | مصطفى بن جعفر | 989 21  | 0.67%   | العاشر     |
| 2019             | إلياس الفخفاخ | 532 11  | 0.34%   | السادس عشر |

## مقالات ذات صلة
- الترويكا (تونس)

## وصلات خارجية
- الموقع الرسمي للحزب